# Demodex norvegicus
Demodex norvegicus – gatunek roztocza z rodziny nużeńcowatych. Żyje w mieszkach włosowych szczura wędrownego.

## Taksonomia
Gatunek ten opisany został po raz pierwszy w 1995 roku przez Vladimíra Bukvę. Jako lokalizację typową wskazano Czeskie Budziejowice w Czechach. Epitet gatunkowy nawiązuje do epitetu gatunkowego żywiciela, Rattus norvegicus.

## Morfologia i rozwój

### Osobniki dorosłe
Samce osiągają od 233 do 266 μm długości i od 35 do 63 μm szerokości, zaś samice od 225 do 267 μm długości i od 32 do 43 μm szerokości ciała.
Niemal prostokątna w zarysie, nieco szersza niż dłuższa gnatosoma ma parę wyrastających blisko jej środka i skierowanych grzbietowo-dośrodkowo kolców nadbiodrowych o wiosłowatym kształcie, umiarkowanie spłaszczonych i ku lekko wklęśniętym wierzchołkom rozszerzonych. Podkowiasta nabrzmiałość gardzieli ma położone środkowo-bocznie szczecinki subgnatosomalne. Nogogłaszczki budują dwa człony ruchome, z których pierwszy ma proste żeberko o ukośnym przebiegu, a ostatni ma drobne żeberko, na boku rożek, na krawędzi przedniej przezroczysty ząbek, a na spodzie jeden kolec mały i niezmodyfikowany oraz dwa kolce dwuwierzchołkowe.
Podosoma samca jest szersza, o bokach w zarysie wypukłych, samicy zaś węższa, o niemal równoległych w obrysie bokach. U samicy podosoma jest cała poprzecznie rowkowana, u samca natomiast obszar pośrodku grzbietu przed wysokością trzeciej pary odnóży jest gładki i wyniesiony, tworząc tarczę podosomalną. Na spodzie podosomy leżą cztery pary płytek epimeralnych; u samca płytki te są słabo zaznaczone, ku środkowi zanikające; u samicy są lepiej rozwinięte, płytki danej pary stykają się ze sobą pośrodkowo, a w przypadku pary ostatniej nawet zlewają się w części tylnej. Odnóża występują w liczbie czterech par. Spośród ich ruchomych członów drugi ma ostrogę tylno-brzuszną i nabrzmiałość tylno-boczną, a ostatni parę pazurków o lekko odgiętych trzonach, rozdwojonych wierzchołkach i dużych, odgiętych ku tyłowi ostrogach. W przypadku stóp pierwszych dwóch par odnóży na stronie grzbietowej obecny jest solenidion. Samiec ma na wierzchu podosomy dwie pary guzków grzbietowych, szczeliniasty otwór płciowy, położony nad jasnym, owalnym westibulum na wysokości pierwszej i drugiej pary odnóży, oraz edeagus o długości od 25 do 40 μm, umieszczony na wysokości płytek epimeralnych od pierwszej do trzeciej pary. Nasada edeagusa jest nabrzmiała, a jego osłonka szeroka.
U samicy wulwa leży tuż pod tylną krawędzią ostatniej pary płytek epimeralnych i ma postać podłużnej szczeliny o długości od 13 do 15 μm. Opistosoma jest wydłużona, u samca zwęża się od podstawy do tępego wierzchołka, u samicy jest niemal rurkowata i nieco zwężać się ku zaokrąglonemu szczytowi zaczyna dopiero w ostatniej ćwiartce długości. Powierzchnia opistosomy jest poprzecznie rowkowana, a w części przednio-grzbietowej opatrzona parą guzków. U obu płci występuje narząd opistosomalny. U samca ma on szeroko poprzeczny por oraz zesklerotyzowaną inwaginację w postaci rurki zakończonej wrzecionowatym zbiornikiem. U samicy por jest U-kształtny, a inwaginacja błoniasta, palcowata, spłaszczona grzbietobrzusznie.

### Stadia rozwojowe
Jaja są silnie wydłużone, niemal rurkowate, na przednim końcu stępione bardziej niż na tylnym, pozbawione wieczka. Ich wymiary wynoszą od 135 do 150 μm długości i od 40 do 45 μm szerokości.
Larwy mają ciało wrzecionowate w zarysie, długości od 144 do 241 μm i szerokości od 15 do 31 μm. Ich gnatosoma wystaje przed obrys ciała. Ostatni człon nogogłaszczków ma skierowany ku przodowi, niezmodyfikowany kolec i grupkę drobnych kolców na spodzie. Kolce nadbiodrowe są drobne i na szczytach spłaszczone, wyrastają z rurkowatej nabrzmiałości przy bocznych krawędziach grzbietowej strony gnatosomy i wystają nieco poza jej zarys. Na podosomie leżą trzy pary nieczłonowanych odnóży zwieńczonych jednym pazurkiem z kilkoma drobnymi wierzchołkami. Między odnóżami drugiej i trzeciej pary leżą dwie pary małych, półkowatych tarczek brzusznych.
Protonimfy mają wrzecionowate ciało o długości od 194 do 370 μm i szerokości od 21 do 34 μm. Par odnóży również są trzy. Od larw różnią się przede wszystkim obecnością na wierzchołku każdego odnóża dwóch czterowierzchołkowych pazurków.
Nimfy osiągają od 267 do 386 μm długości i od 27 do 48 μm szerokości. Ich gnatosoma ma umieszczone na rurkowatych nabrzmiałościach, szpatułkowate kolce nadbiodrowe. Nogogłaszczki budują dwa człony ruchome, z których drugi ma zakrzywiony i niezmodyfikowany kolec grzbietowy oraz dwa kolce przednio-brzuszne, jeden jedno-, a drugi dwuwierzchołkowy. Występują cztery pary odnóży, każde zakończone dwoma czterowierzchołkowymi pazurkami. Między odnóżami od pierwszej do czwartej pary leżą trzy pary tarczek brzusznych.

## Ekologia i występowanie
Roztocz ten jest monoksenicznym komensalem lub pasożytem szczura wędrownego. Bytuje w mieszkach włosowych na skórze okolic genitaliów i odbytu. Nie stwierdzono wywoływania przez jego żerowanie zmian skórnych.
Do parazytofauny szczura wędrownego należą również cztery inne gatunki nużeńców: D. nanus, D. ponderosus, D. ratti oraz D. ratticola. Spośród nich w okolicy genitaliów i odbytu żyje również D. nanus, ma on jednak różne od D. norvegicus preferencje co do warstwy tkanki i struktury skóry. Ze względu na specjalizację topograficzną wszystkie cztery gatunki mogą współwystępować na pojedynczym osobniku żywiciela.
Gatunek podawany dotąd z Polski i Czech.